# Tatum (Texas)
Tatum is een plaats (city) in de Amerikaanse staat Texas, en valt bestuurlijk gezien onder Panola County en Rusk County.

## Demografie
Bij de volkstelling in 2000 werd het aantal inwoners vastgesteld op 1175.
In 2006 is het aantal inwoners door het United States Census Bureau geschat op 1195, een stijging van 20 (1,7%).

## Geografie
Volgens het United States Census Bureau beslaat de plaats een oppervlakte van
9,8 km², geheel bestaande uit land. Tatum ligt op ongeveer 103 m boven zeeniveau.

## Plaatsen in de nabije omgeving
De onderstaande figuur toont nabijgelegen plaatsen in een straal van 24 km rond Tatum.